# 사에키 토모
사에키 토모(일본어: サエキ トモ, 1973년 2월 2일 ~ ) 또는 사에키 토모는 일본의 성우이다. 주로 소년의 목소리를 자주 담당했다. 2005년 지병으로 성우 활동을 중단했다.

## 출연작

### TV 애니메이션
2000년
- 은장기공 오디안(케빈)
- 꼬마 마법사 레미 #(아카츠키 (에이스))
- 육문천외 몬코레 나이트(오오야 몬도)

2001년
- 디지캐럿 봄 스페셜(쿠우 에어하르트)
- 디지캐럿 여름방학 스페셜(쿠우 에어하르트)
- 작은 눈의 요정 슈가(솔트)
- 코메트상(카이)
- 갤럭시 엔젤(마리브 페이로)

2002년
- 갤럭시 앤젤 A(마리브 페이로)
- 쁘띠 프리 유시(큐브)
- 전광초특급 히카리안(블라차 스타)
- 드래곤 드라이브(고카쿠)
- 아베노바시 마법 상점가(이마미야 사토시)

2003년
- 건슬링거 걸(에밀리오)
- 디지캐럿뇨(쿠우 에어하르트)
- 마우스(츠키오카 마치코)

2004년
- 갤럭시 앤젤 X(마리브 페이로)
- 망각의 선율(몬스터 킹)

### OVA
1999년
- 태양의 배 솔비앙카(쟈니)

2002년
- 디지캐럿 OVA 삐요코에게 맞겨줘(쿠우 에어하르트)

### 극장판
2000년
- 디지캐럿 크리스마스 스페셜(쿠우 에어하르트)

### 게임
2005년
- 프린세스 콘체르트(밀레이유)
- 프린세스 메이커 4(큐브)

### 인터넷
2001년
- 마법유희(노노논)